# 斯氏芋螺
斯氏芋螺（学名：Conus schepmani），是新腹足目芋螺科芋螺属的一种。主要分布于印度尼西亚、中国大陆，常栖息在潮下带。
有意見認為該物種與梦中芋螺（Conus comatosa）是同一物種。